# Pallavolo Villanterio 2008-2009
Questa voce raccoglie le informazioni riguardanti la Pallavolo Villanterio nelle competizioni ufficiali della stagione 2008-2009.

## Stagione
La stagione 2008-09 è per la Pallavolo Villanterio, sponsorizzata dalla Riso Scotti, la prima in Serie A1: il club ha infatti conquistato la promozione nella massima serie italiana dalla Serie A2 2007-08 grazie alla vittoria dei play-off. Come allenatore è confermato Gianfranco Milano, mentre la rosa viene rafforzata con gli acquisti di Angelina Bland, Hanka Pachale e Riikka Lehtonen, che lascerà poi la squadra a campionato incorso; diverse inoltre anche le conferme come quelle di Dóra Horváth, Rossana Spinato, Chiara Borgogno e Luna Carocci.
Il campionato si apre con due sconfitte consecutive, mentre le prime vittorie arrivano alla terza e quarta giornata rispettivamente contro il Santeramo Sport e il Chieri Volley, entrambe in trasferta e per 3-2: per la prima vittoria casalinga del club di Pavia bisogna aspettare altre sei giornate, caratterizzate tra l'altro da uno solo successo sul Vicenza Volley, quando al PalaRavizza viene battuta per 3-2 la Florens Volley Castellana Grotte; le ultime tre giornate del girone di andata sono caratterizzate da tre stop consecutivi che portano la Pallavolo Villanterio al dodicesimo posto in classifica. Anche il girone di ritorno si apre con una sconfitta, a cui però seguono tre successi consecutivi: dopo cinque gare perse ed una sola vittoria il finale della regular season vede un'alternanza di risultato che porta la squadra a chiudere al decimo posto in classifica, estromettendola dai play-off scudetto.
La partecipazione alla Coppa Italia è garantita a tutte le società partecipanti alla Serie A1 2008-09; nella prima fase, la Pallavolo Villanterio, dopo aver vinto la gara di andata ma persa quella di ritorno, si qualifica per il turno successivo avendo la meglio sulla Pallavolo Sirio Perugia, grazie ad un miglior quoziente set: negli ottavi di finale invece viene eliminata, sconfitta in entrambe le gare, dalla Futura Volley Busto Arsizio.

## Organigramma societario
Area direttiva
- Presidente: Alessandro Moda

Area tecnica
- Allenatore: Gianfranco Milano
- Allenatore in seconda: Diego Cervone
- Scout man: Gianpietro Capoferri
- Assistente allenatore: Roberto Leporati

Area sanitaria
- Medico: Gianluigi Poma
- Preparatore atletico: Massimiliano Barisoni
- Fisioterapista: Marco Nugara (fino al 5 gennaio 2009), Massimo Nascimbene (dal 6 gennaio 2009)

## Rosa
| N° | Nome             | Ruolo | Data di nascita   | Nazionalità sportiva |
| -- | ---------------- | ----- | ----------------- | -------------------- |
| 1  | Hanka Pachale    | S     | 16 settembre 1976 | Germania             |
| 2  | Chiara Borgogno  | C     | 8 marzo 1984      | Italia               |
| 3  | Nadia Terranova  | S     | 2 aprile 1985     | Italia               |
| 4  | Angelina Bland   | C     | 26 aprile 1984    | Belgio               |
| 5  | Rossana Spinato  | P     | 21 agosto 1977    | Italia               |
| 7  | Alma Vetri       | P     | 21 gennaio 1985   | Italia               |
| 8  | Luna Carocci     | L     | 10 luglio 1988    | Italia               |
| 9  | Riikka Lehtonen  | S     | 24 luglio 1979    | Finlandia            |
| 9  | Nuris Arias      | S/O   | 20 maggio 1973    | Rep. Dominicana      |
| 9  | Natascia Mancuso | S     | 6 settembre 1992  | Italia               |
| 10 | Dóra Horváth     | S     | 4 marzo 1988      | Ungheria             |
| 11 | Eleonora Bergomi | S     | 2 luglio 1989     | Italia               |
| 11 | Marija Pavlović  | S     | 3 agosto 1985     | Serbia               |
| 13 | Celeste Poma     | L     | 10 nomvebre 1991  | Italia               |
| 14 | Sara Caroli      | C     | 16 febbraio 1979  | Italia               |

## Mercato
| Acquisti | Acquisti         | Acquisti          | Acquisti   |
| R.       | Nome             | da                | Modalità   |
| -------- | ---------------- | ----------------- | ---------- |
| S/O      | Nuris Arias      | Distrito Nacional | definitivo |
| C        | Angelina Bland   | Altamura          | definitivo |
| L        | Luna Carocci     | Esperia           | definitivo |
| S        | Riikka Lehtonen  | VakıfBank GS      | definitivo |
| S        | Natascia Mancuso | Lamezia           | definitivo |
| S        | Hanka Pachale    | Sirio Perugia     | definitivo |
| S        | Marija Pavlović  | Sirio Perugia     | definitivo |
| P        | Alma Vetri       | PM Potenza        | definitivo |

| Cessioni | Cessioni            | Cessioni          | Cessioni   |
| R.       | Nome                | a                 | Modalità   |
| -------- | ------------------- | ----------------- | ---------- |
| S/O      | Marta Agostinetto   | Esperia           | definitivo |
| L        | Valeria Alberti     | Parma             | definitivo |
| P        | Anna Bo             | Villa Cortese     | definitivo |
| S        | Radostina Chitigoi  | Tomis Constanța   | definitivo |
| C        | Anna Korcz          | Vigevano          | definitivo |
| S        | Costanza Manfredini | Pro Patria Milano | definitivo |
| S        | Eva Marraffini      | Volley Gropello   | definitivo |

## Risultati

### Serie A1

#### Girone di andata
| 1ª giornata - 12 ottobre 2008 PalaDionigi, Sant'Angelo in Lizzola  | Robursport Pesaro | 3 - 1 | Pavia              | 25-16, 27-29, 25-23, 25-15        |
| 2ª giornata - 19 ottobre 2008 PalaRavizza, Pavia                   | Pavia             | 0 - 3 | Busto Arsizio      | 28-30, 23-25, 20-25               |
| 3ª giornata - 26 ottobre 2008 PalaCooper, Santeramo in Colle       | Santeramo         | 2 - 3 | Pavia              | 25-18, 25-13, 13-25, 17-25, 9-15  |
| 4ª giornata - 2 novembre 2008 PalaMaddalene, Chieri                | Chieri            | 2 - 3 | Pavia              | 11-25, 25-23, 24-26, 25-20, 11-15 |
| 5ª giornata - 8 novembre 2008 PalaRavizza, Pavia                   | Pavia             | 0 - 3 | Sirio Perugia      | 21-25, 22-25, 20-25               |
| 6ª giornata - 16 novembre 2008 PalaRavizza, Pavia                  | Pavia             | 1 - 3 | Bergamo            | 25-13, 16-25, 22-25, 23-25        |
| 7ª giornata - 23 novembre 2008 Palasport Città di Vicenza, Vicenza | Vicenza           | 2 - 3 | Pavia              | 22-25, 25-20, 22-25, 25-16, 11-15 |
| 8ª giornata - 30 novembre 2008 PalaRavizza, Pavia                  | Pavia             | 2 - 3 | Giannino Pieralisi | 19-25, 25-23, 21-25, 25-15, 10-15 |
| 9ª giornata - 4 dicembre 2008 Zoppas Arena, Conegliano             | Spes Conegliano   | 3 - 0 | Pavia              | 25-22, 25-14, 25-20               |
| 10ª giornata - 13 dicembre 2008 PalaRavizza, Pavia                 | Pavia             | 3 - 1 | Castellana Grotte  | 25-20, 25-14, 21-25, 25-19        |
| 11ª giornata - 21 dicembre 2008 Carisport, Cesena                  | Cesena            | 3 - 2 | Pavia              | 26-28, 28-26, 25-23, 20-25, 17-15 |
| 12ª giornata - 26 dicembre 2008 PalaRavizza, Pavia                 | Pavia             | 1 - 3 | Asystel            | 25-21, 17-25, 20-25, 23-25        |
| 13ª giornata - 6 gennaio 2009 PalaPaganelli, Sassuolo              | Sassuolo          | 3 - 0 | Pavia              | 25-22, 25-23, 25-20               |

#### Girone di ritorno
| 14ª giornata - 11 gennaio 2009 PalaRavizza, Pavia          | Pavia              | 0 - 3 | Robursport Pesaro | 12-25, 19-25, 20-25               |
| 15ª giornata - 18 gennaio 2009 PalaYamamay, Busto Arsizio  | Busto Arsizio      | 2 - 3 | Pavia             | 23-25, 25-22, 25-23, 18-25, 9-15  |
| 16ª giornata - 25 gennaio 2009 PalaRavizza, Pavia          | Pavia              | 3 - 0 | Santeramo         | 25-19, 25-23, 28-26               |
| 17ª giornata - 1º febbraio 2009 PalaRavizza, Pavia         | Pavia              | 3 - 1 | Chieri            | 26-24, 25-23, 18-25, 25-17        |
| 18ª giornata - 15 febbraio 2009 PalaEvangelisti, Perugia   | Sirio Perugia      | 3 - 1 | Pavia             | 25-21, 25-21, 10-25, 25-21        |
| 19ª giornata - 22 febbraio 2009 PalaNorda, Bergamo         | Bergamo            | 3 - 0 | Pavia             | 25-20, 25-14, 25-21               |
| 20ª giornata - 1º marzo 2009 PalaRavizza, Pavia            | Pavia              | 3 - 1 | Vicenza           | 25-20, 25-19, 23-25, 25-19        |
| 21ª giornata - 7 marzo 2009 PalaTriccoli, Jesi             | Giannino Pieralisi | 3 - 1 | Pavia             | 25-19, 21-25, 25-18, 25-23        |
| 22ª giornata - 15 marzo 2009 PalaRavizza, Pavia            | Pavia              | 0 - 3 | Spes Conegliano   | 28-30, 19-25, 23-25               |
| 23ª giornata - 22 marzo 2009 PalaGrotte, Castellana Grotte | Castellana Grotte  | 3 - 0 | Pavia             | 25-21, 25-22, 25-16               |
| 24ª giornata - 29 marzo 2009 PalaRavizza, Pavia            | Pavia              | 3 - 1 | Cesena            | 25-15, 23-25, 25-17, 25-20        |
| 25ª giornata - 5 aprile 2009 Sporting Palace, Novara       | Asystel            | 3 - 0 | Pavia             | 25-18, 31-29, 25-19               |
| 26ª giornata - 11 aprile 2009 PalaRavizza, Pavia           | Pavia              | 3 - 2 | Sassuolo          | 22-25, 25-19, 25-18, 18-25, 15-13 |

### Coppa Italia

#### Fase a eliminazione diretta
| Prima fase (andata) - 22 ottobre 2008 PalaRavizza, Pavia                 | Pavia         | 3 - 0 | Sirio Perugia | 25-16, 25-23, 25-14               |
| Prima fase (ritorno) - 29 ottobre 2008 PalaEvangelisti, Perugia          | Sirio Perugia | 3 - 1 | Pavia         | 25-20, 25-21, 19-25, 25-18        |
| Ottavi di finale (andata) - 19 novembre 2008 PalaRavizza, Pavia          | Pavia         | 2 - 3 | Busto Arsizio | 22-25, 18-25, 25-17, 25-19, 11-15 |
| Ottavi di finale (ritorno) - 26 novembre 2008 PalaYamamay, Busto Arsizio | Busto Arsizio | 3 - 0 | Pavia         | 25-21, 25-23, 28-26               |

## Statistiche

### Statistiche di squadra
| Competizione | Punti | In casa | In casa | In casa | In trasferta | In trasferta | In trasferta | Totale | Totale | Totale |
| Competizione | Punti | G       | V       | P       | G            | V            | P            | G      | V      | P      |
| ------------ | ----- | ------- | ------- | ------- | ------------ | ------------ | ------------ | ------ | ------ | ------ |
| Serie A1     | 27    | 13      | 6       | 7       | 13           | 4            | 9            | 26     | 10     | 16     |
| Coppa Italia | -     | 2       | 1       | 1       | 2            | 0            | 2            | 4      | 1      | 3      |
| Totale       | -     | 15      | 7       | 8       | 15           | 4            | 11           | 30     | 11     | 19     |

G = partite giocate; V = partite vinte; P = partite perse

### Statistiche dei giocatori
| Giocatore    | Serie A1 | Serie A1 | Serie A1 | Serie A1 | Serie A1 | Coppa Italia | Coppa Italia | Coppa Italia | Coppa Italia | Coppa Italia | Totale | Totale | Totale | Totale | Totale |
| Giocatore    | P        | PT       | AV       | MV       | BV       | P            | PT           | AV           | MV           | BV           | P      | PT     | AV     | MV     | BV     |
| ------------ | -------- | -------- | -------- | -------- | -------- | ------------ | ------------ | ------------ | ------------ | ------------ | ------ | ------ | ------ | ------ | ------ |
| N. Arias     | 11       | 27       | 23       | 3        | 1        | -            | -            | -            | -            | -            | 11     | 27     | 23     | 3      | 1      |
| E. Bergomi   | 1        | 0        | 0        | 0        | 0        | 0            | 0            | 0            | 0            | 0            | 1      | 0      | 0      | 0      | 0      |
| A. Bland     | 22       | 82       | 58       | 22       | 2        | 2            | 27           | 17           | 6            | 4            | 24     | 109    | 75     | 28     | 6      |
| C. Borgogno  | 26       | 227      | 159      | 62       | 6        | 4            | 31           | 21           | 8            | 2            | 30     | 258    | 180    | 70     | 8      |
| L. Carocci   | 26       | -        | -        | -        | -        | 4            | -            | -            | -            | -            | 30     | -      | -      | -      | -      |
| S. Caroli    | 25       | 188      | 117      | 63       | 8        | 3            | 17           | 5            | 9            | 3            | 28     | 205    | 122    | 72     | 11     |
| D. Horváth   | 24       | 325      | 285      | 26       | 14       | 4            | 30           | 22           | 7            | 1            | 28     | 355    | 307    | 33     | 15     |
| R. Lehtonen  | 9        | 150      | 126      | 20       | 4        | 4            | 51           | 44           | 5            | 2            | 13     | 201    | 170    | 25     | 6      |
| N. Mancuso   | 2        | 7        | 7        | 0        | 0        | 1            | 2            | 2            | 0            | 0            | 3      | 9      | 9      | 0      | 0      |
| H. Pachale   | 25       | 401      | 373      | 24       | 4        | 4            | 48           | 43           | 4            | 1            | 29     | 449    | 416    | 28     | 5      |
| M. Pavlović  | 14       | 178      | 143      | 23       | 12       | -            | -            | -            | -            | -            | 14     | 178    | 143    | 23     | 12     |
| C. Poma      | 14       | -        | -        | -        | -        | 0            | -            | -            | -            | -            | 14     | 0      | 0      | 0      | 0      |
| R. Spinato   | 26       | 37       | 18       | 8        | 11       | 4            | 6            | 2            | 2            | 2            | 30     | 43     | 20     | 10     | 13     |
| N. Terranova | 12       | 37       | 34       | 3        | 0        | 4            | 20           | 20           | 0            | 0            | 16     | 57     | 54     | 3      | 0      |
| A. Vetri     | 3        | 0        | 0        | 0        | 0        | 1            | 2            | 2            | 0            | 0            | 4      | 2      | 2      | 0      | 0      |

P = presenze; PT = punti totali; AV = attacchi vincenti; MV = muri vincenti; BV = battute vincenti